# كأس ولي العهد البحريني لكرة القدم 2007
كأس ولي العهد البحريني لكرة القدم 2007 هي النسخة السابعة من كأس ولي العهد البحريني لكرة القدم وجرت من 24 مايو إلى 31 مايو 2007 بمشاركة الفرق التي احتلت المراكز الأربع الأولى في بطولة دوري الدرجة الأولى لموسم 2006-2007.

## الدور النصف النهائي
| النجمة                       | 0-2 | الرفاع |
| ---------------------------- | --- | ------ |
| راشد جمال 41' · حمد فيصل 77' |     |        |

| المحرق       | 0-1 | البسيتين |
| ------------ | --- | -------- |
| راشد الدوسري |     |          |

## المباراة النهائية
| المحرق               | 0-1 (ب.و.إ.) | النجمة |
| -------------------- | ------------ | ------ |
| عبد الله الدخيل 101' |              |        |

## البطل
| كأس ولي العهد البحريني بطل 2007 |
| ------------------------------- |
| المحرق اللقب الثالث             |